# Rhantus alutaceus
Rhantus alutaceus là một loài bọ cánh cứng trong họ Dytiscidae. Nó là loài đặc hữu của Nouvelle-Calédonie.

## Hình ảnh

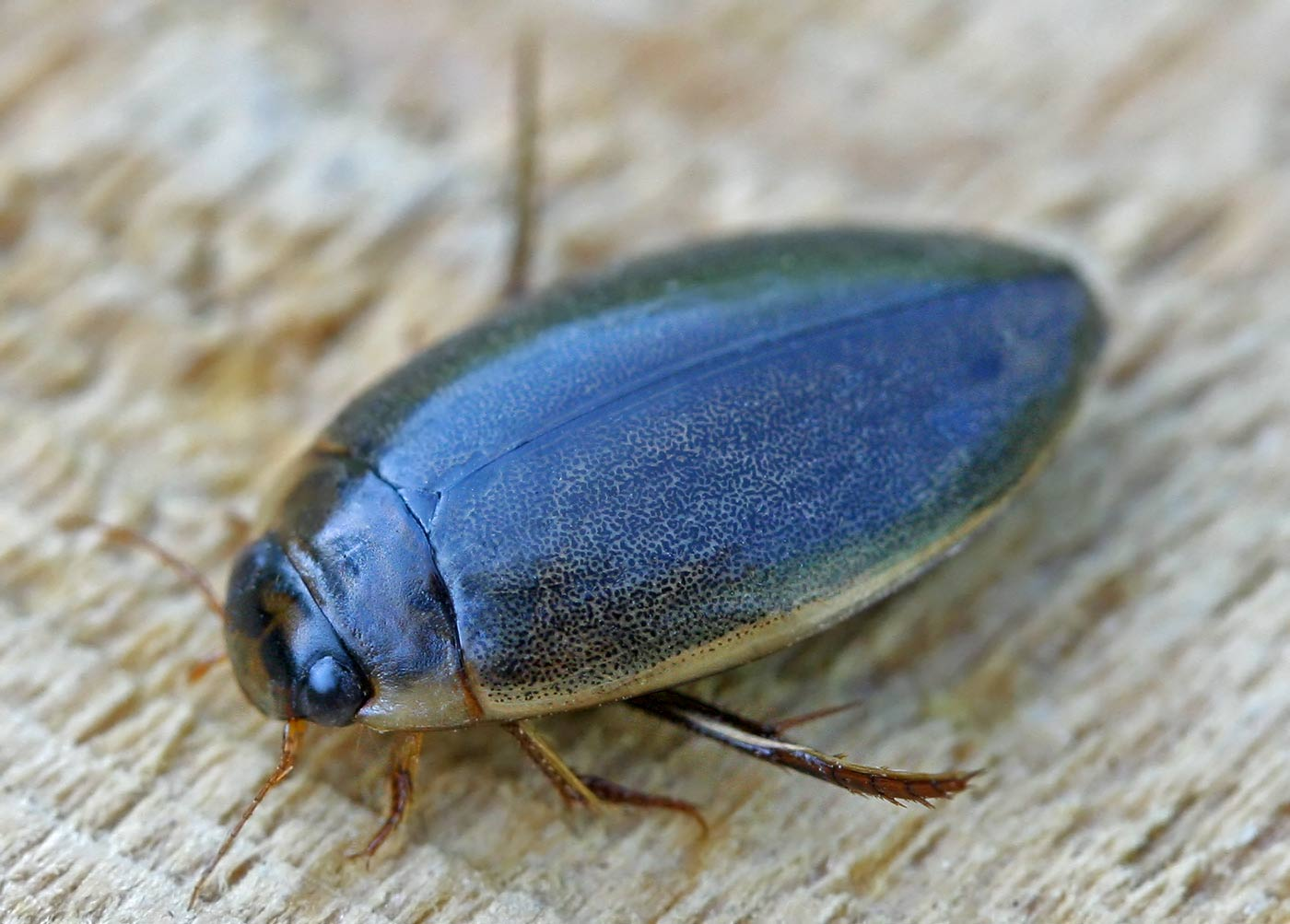